# Championnat d'Ouzbékistan de football 1999
Navigation
Saison précédente Saison suivante
La saison 1999 du Championnat d'Ouzbékistan de football est la huitième édition de la première division en Ouzbékistan, organisée sous forme de poule unique, l'Oliy Liga, où toutes les équipes se rencontrent deux fois au cours de la saison. En fin de saison, il n'y a pas de clubs relégués et les quatre meilleurs clubs de Birinchi Liga, la deuxième division ouzbek, sont promus.
C'est le FK Dostlik Tachkent qui remporte le championnat cette saison après avoir terminé en tête du classement final, avec un seul point d'avance sur le Neftchi Ferghana et trois sur le Navbahor Namangan. C'est le tout premier titre de champion d'Ouzbékistan de l'histoire du club. 
Le tenant du titre, le Pakhtakor Tachkent, termine à la quatrième place du classement, à six points du FK Dostlik.

## Clubs participants
- Pakhtakor Tachkent
- Neftchi Ferghana
- Sogdiana Jizzakh
- FK Bukhara
- Navbahor Namangan
- FK Yangiyer - Promu de Birinchi Liga
- Zarafshon Navoiy
- FK Andijan
- Traktor Tachkent
- Surxon Termiz
- FK Samarqand - Promu de Birinchi Liga
- Xorazm Urganch
- Temiryulchi Kokand
- Nasaf Qarshi
- Metallurg Bekabad
- FK Dostlik Tachkent

## Compétition
Le barème de points servant à établir le classement se décompose ainsi :
- Victoire : 3 points
- Match nul : 1 point
- Défaite : 0 point

### Classement
| Rang | Équipe               | Pts | J  | G  | N | P  | Bp | Bc | Diff |
| ---- | -------------------- | --- | -- | -- | - | -- | -- | -- | ---- |
| 1    | FK Dostlik Tachkent  | 64  | 30 | 20 | 4 | 6  | 79 | 45 | +34  |
| 2    | Neftchi Ferghana     | 63  | 30 | 20 | 3 | 7  | 71 | 34 | +37  |
| 3    | Navbahor Namangan    | 61  | 30 | 18 | 7 | 5  | 55 | 34 | +21  |
| 4    | Pakhtakor Tachkent T | 58  | 30 | 18 | 4 | 8  | 69 | 42 | +27  |
| 5    | FK Samarqand P       | 53  | 30 | 15 | 8 | 7  | 57 | 38 | +19  |
| 6    | FK Andijan           | 43  | 30 | 12 | 7 | 11 | 53 | 50 | +3   |
| 7    | Xorazm Urganch       | 41  | 30 | 12 | 5 | 13 | 39 | 40 | -1   |
| 8    | Metalourg Bekabad    | 39  | 30 | 11 | 6 | 13 | 41 | 44 | -3   |
| 9    | FK Bukhara           | 37  | 30 | 10 | 7 | 13 | 44 | 50 | -6   |
| 10   | Temiryolchi Kokand   | 36  | 30 | 11 | 3 | 16 | 53 | 79 | -26  |
| 11   | Nasaf Qarshi         | 35  | 30 | 10 | 5 | 15 | 42 | 54 | -12  |
| 12   | Traktor Tachkent     | 34  | 30 | 9  | 7 | 14 | 42 | 62 | -20  |
| 13   | Sogdiana Jizzakh     | 32  | 30 | 8  | 8 | 14 | 43 | 52 | -9   |
| 14   | Zarafshon Navoi      | 31  | 30 | 8  | 7 | 15 | 37 | 51 | -14  |
| 15   | Surxon Termez        | 30  | 30 | 7  | 9 | 14 | 44 | 54 | -10  |
| 16   | FK Yangiyer P        | 15  | 30 | 3  | 6 | 21 | 22 | 62 | -40  |

|  | Qualification pour la Coupe des clubs champions 2000-2001                           |
|  | Qualification pour la Coupe des Coupes 2000-2001                                    |
|  | T: Tenant du titre C: Vainqueur de la Coupe d'Ouzbékistan P: Promu de Birinchi Liga |

## Bilan de la saison
| Championnat d'Ouzbékistan de football 1999 |                                 |
| Champion                                   | FK Dostlik Tachkent (1er titre) |
| Coupes et trophées                         |                                 |
| Vainqueur de la Coupe d'Ouzbékistan 1999   | Non disputée                    |
| Qualifications continentales               |                                 |
| Coupe des clubs champions 2000-2001        | FK Dostlik Tachkent             |
| Coupe des Coupes 2000-2001                 | FK Samarqand                    |
| Promotions et relégations                  |                                 |
| Promus en Oliy Liga                        | FK Kyzylkum Zarafshan           |
| Promus en Oliy Liga                        | FK Aral Nukus                   |
| Promus en Oliy Liga                        | FK Semurg Angren                |
| Promus en Oliy Liga                        | FK Kimyogar Chirchiq            |
| Relégués en Birinchi Liga                  | Aucun (passage à 20 clubs)      |